# 국제 커피의 날

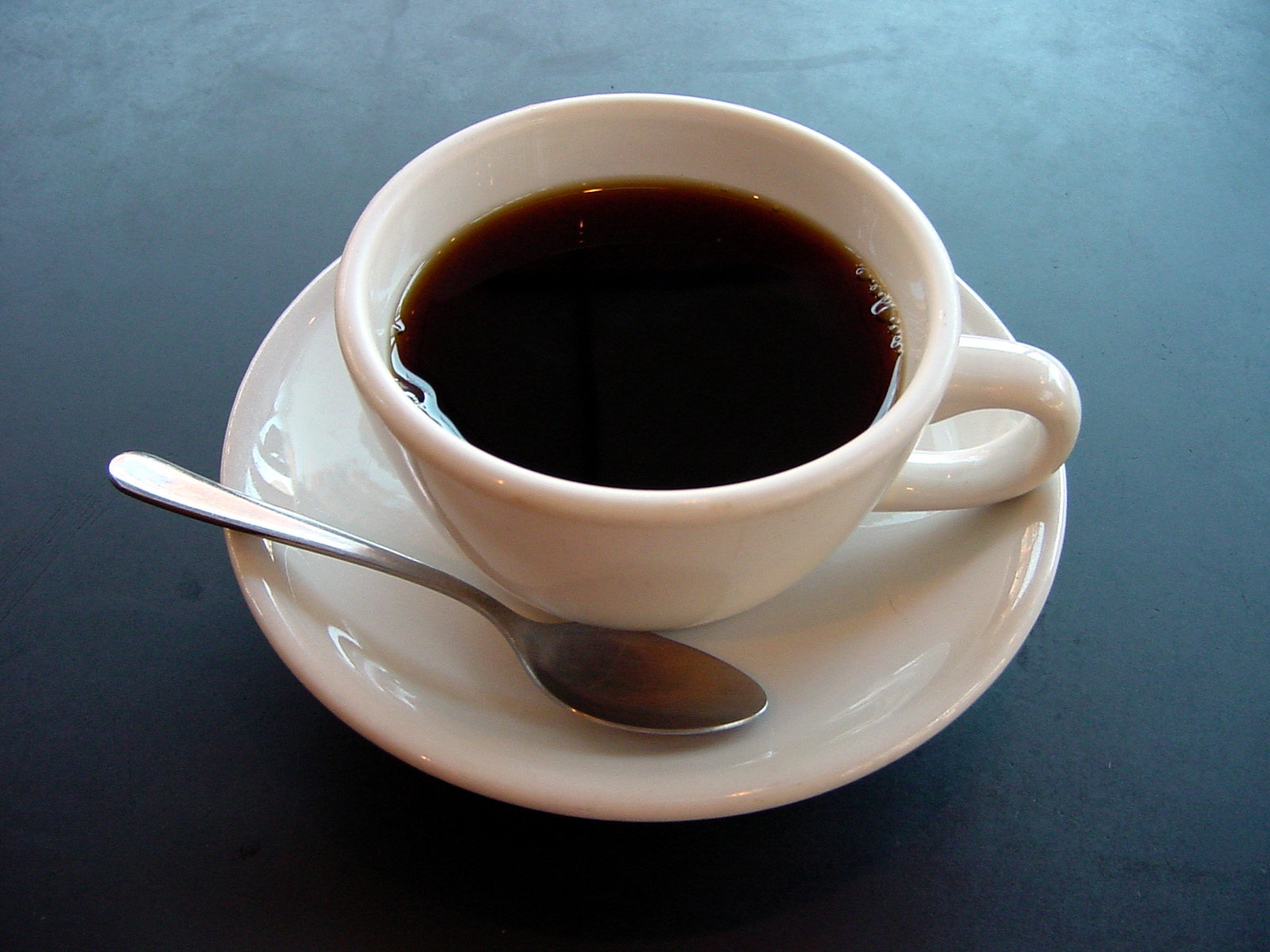
한 잔의 커피

국제 커피의 날(International Coffee Day, 10월 1일)은 커피를 음료로서 홍보하고 기념하는 행사로, 현재 전 세계 곳곳에서 행사가 열리고 있다. 최초의 공식 날짜는 당시 국제 커피 기구가 합의한 대로 2015년 10월 3일로 밀라노에서 시작되었다. 이 날은 공정 무역 커피를 홍보하고 커피 재배자들의 곤경에 대한 인식을 높이는 데에도 사용된다. 이날 많은 기업에서는 무료 또는 할인된 가격으로 커피를 제공한다. 일부 기업은 소셜 네트워킹을 통해 충성도 높은 추종자들과 쿠폰 및 특별 거래를 공유한다. 일부 축하 카드 회사에서는 국제 커피의 날 축하 카드와 무료 전자 카드를 판매한다. 전 세계 많은 국가에서 일년 내내 다양한 날짜에 국가 커피의 날을 기념한다. 2014년 3월, ICO(국제 커피 기구) 회원국들은 전 세계 커피 애호가들을 위한 하루의 축하 행사를 만들기 위해 10월 1일을 국제 커피의 날로 조직하기로 합의했다.